# Droga wojewódzka nr 897
Droga wojewódzka nr 897 – droga wojewódzka o długości 111 km w południowo-wschodniej części województwa podkarpackiego, łącząca Tylawę z granicą państwa na przełęczy Beskid na południe od Wołosatego.
Droga biegnie przez obszar Bieszczadzkiego Parku Narodowego. Jej odcinek między Cisną i Ustrzykami Górnymi jest fragmentem wielkiej pętli bieszczadzkiej.
Dojazd ze wsi Wołosate do samej przełęczy jest zamknięty dla ruchu kołowego.

## Ważniejsze miejscowości leżące przy trasie DW897
- Tylawa (DK19)
- Daliowa (DW887)
- Komańcza (DW892)
- Nowy Łupków
- Cisna (DW893)
- Wetlina
- Ustrzyki Górne (DW896)
- Wołosate